# Huang Shao-ku
Huang Shao-ku (chiń. 黃少谷; pinyin Huáng Shǎogǔ; ur. 24 lipca 1901, zm. 16 października 1996) – tajwański polityk.
W latach 1954–1958 wicepremier Republiki Chińskiej. Od 1958 do 1960 roku był ministrem spraw zagranicznych, następnie 1960–1962 ambasadorem Republiki Chińskiej w Hiszpanii. W 1967 roku został mianowany pierwszym sekretarzem generalnym Narodowej Rady Bezpieczeństwa; w latach 1979–1987 pełnił także funkcję przewodniczącego Yuanu Sądowniczego.
Jego syn Huang Jen-chung (1941–2004) był przemysłowcem branży elektronicznej i finansistą; cieszył się opinią „tajwańskiego playboya nr 1”.